# Penn Badgley
Penn Dayton Badgley, född 1 november 1986 i Baltimore i Maryland, är en amerikansk skådespelare. 
Han är mest känd för rollen som Joe Goldberg i tv-serien You, som Dan Humphrey i Gossip Girl. Badgley har även medverkat i filmer som John Tucker Must Die (2006), The Stepfather (2009) och Easy A (2010)

## Filmografi
- 2006 – John Tucker Must Die
- 2007 – Drive Thru
- 2007–2012 – Gossip Girl (TV-serie)
- 2008 – Forever Strong
- 2009 – The Stepfather
- 2010 – Easy A
- 2011 – Margin Call
- 2012 – Greetings from Tim Buckley
- 2018 – You (TV-serie)